# آبشار البو
آبشار اِلبو (به انگلیسی: Elbow Falls) آبشاری است که در آلبرتا واقع شده و ارتفاع کلی ریزشگاه آن ۳ متر است.